# GP2 Asia Series
GP2 Asia Series var en asiatisk formelbilsserie som kördes på vintrarna, då GP2 Series inte var igång. Detta gjorde det möjligt för förarna att tävla året om. Serien startades 2008, men lades ned efter säsongen 2011.
De flesta teamen tävlade även i GP2 Series. Flera förare körde GP2 Asia Series för att "lära känna" bilen innan de tog steget in i huvudserien, som var dyrare att tävla i. Under säsongen 2011 tävlade dock de flesta av förarna, som även körde huvudserien, i GP2 Asia Series. Detta för att den nya GP2-bilen, Dallara GP2/11, som även började användas i GP2 Series från och med säsongen 2011, introducerades. Att köra Asia Series blev nästan som ett måste för förarna, om de ville ha någon test med bilen innan säsongen startade. Det var också första gången som Asia Series och huvudserien använde samma bil.

## Externa länkar

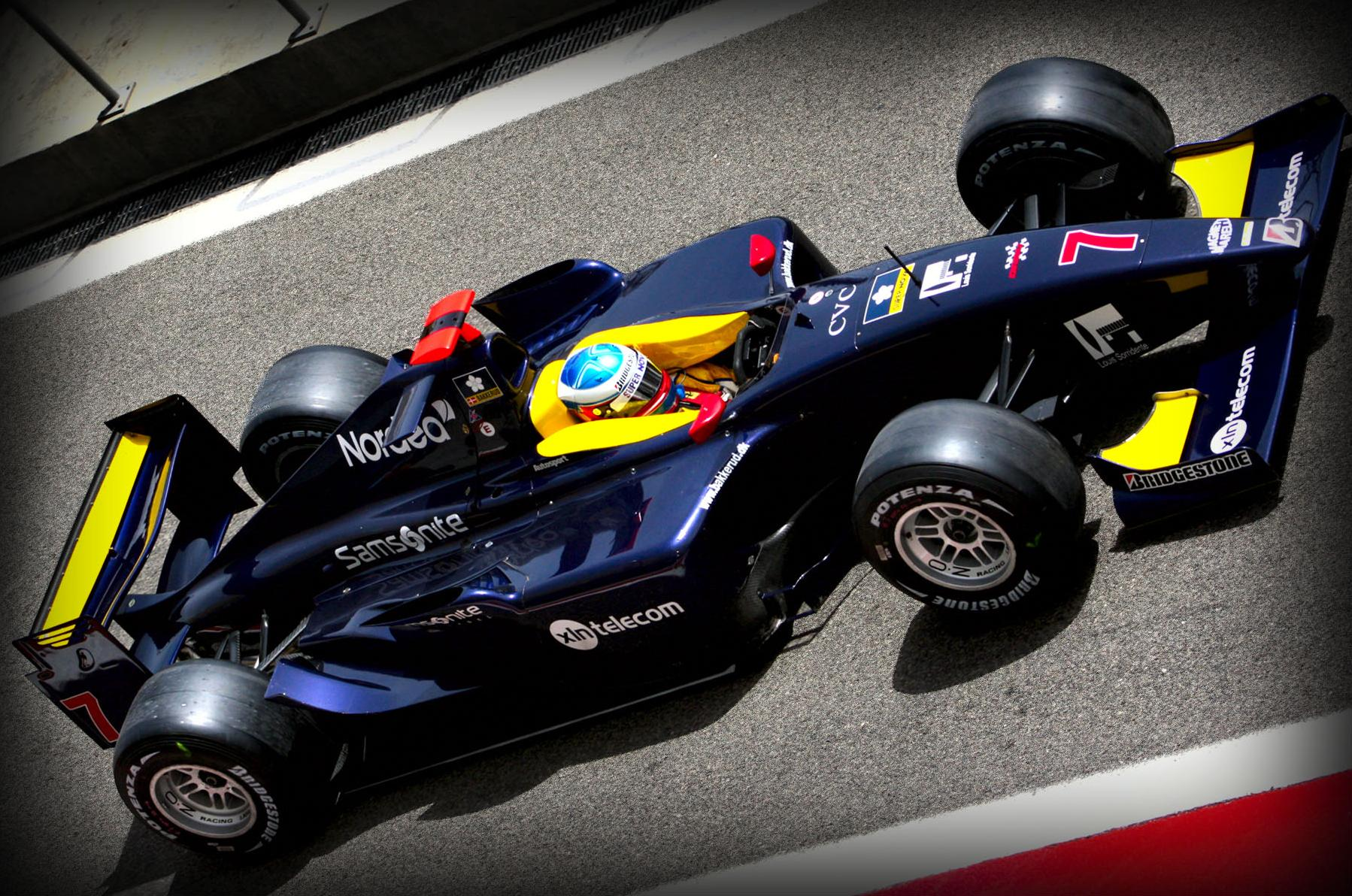
Christian Bakkerud på Bahrain International Circuit 2008.

## Säsonger
| Säsong    | Förarmästare     | Teammästare          |
| --------- | ---------------- | -------------------- |
| 2011      | Romain Grosjean  | DAMS                 |
| 2009/2010 | Davide Valsecchi | iSport International |
| 2008/2009 | Kamui Kobayashi  | DAMS                 |
| 2008      | Romain Grosjean  | ART Grand Prix       |